# 森下元晴
森下 元晴（もりした もとはる、1922年4月12日 - 2014年3月11日）は、日本の政治家。自由民主党衆議院議員。位階は従三位。

## 来歴・人物
徳島県海部郡海陽町出身。実家は先祖代々の林業家であり、自身も林業経営に携わった。東京高等農林学校（現東京農工大学）卒業。1963年の衆院選に旧徳島県全県区から出馬し初当選（当選同期に小渕恵三・橋本龍太郎・小宮山重四郎・伊東正義・田中六助・渡辺美智雄・佐藤孝行・藤尾正行・中川一郎・三原朝雄・鯨岡兵輔・西岡武夫・奥野誠亮など）。通算当選回数8回。
自民党内では河野一郎→中曽根康弘派に属し、1981年に発足した鈴木善幸改造内閣に厚生大臣として初入閣。その後は自民党国会対策委員長、中曽根派事務総長などを務めた。1990年に政界引退。
政界引退後の2008年には、『杜のいのち、自然の摂理を（多くの人たちに）知って欲しい』という願いから森下家が所有していた森林を徳島県に寄付した。
2014年3月11日、老衰のため死去。91歳没。没後、従七位から従三位に進階追叙された。